# L'Impressionniste fin de siècle
L'Impressionniste fin de siècle, známý také jako L'Illusionniste fin de siècle, je francouzský němý film z roku 1899. Režisérem je Georges Méliès (1861–1938). Film trvá zhruba jednu minutu. Do Spojených států amerických se dostal pod názvem An Up-to-Date Conjurer a do Spojeného království pod názvem An Up-to-Date Conjuror.
Film byl považován za ztracený do roku 1947, kdy byla nalezena kopie filmu, kterou ve svém programu zahrnující další Mélièsovy filmy jako À la conquête du pôle, Cesta na Měsíc, Le Palais des mille et une nuits a Hydrothérapie fantastique promítlo Sanfranciské muzeum moderního umění. Druhá méně dostupná verze byla objevena později a byla promítnuta v červenci 2011 na konferenci "Méliès, carrefour des attractions" v Centre culturel international de Cerisy-la-Salle.

## Děj
Kouzelník promění figurínu ve skutečnou baletní tanečnici, se kterou předvádí kouzelné vystoupení. Nejprve ji nechá pomocí čarování přemístit, poté zmizet a následně se v ní proměnit, aby se vzápětí stal opět sám sebou. Na závěr se kouzelník posadí na stůl a zmizí v dýmu.